# Lo squalo 4 - La vendetta
Lo squalo 4 - La vendetta (Jaws: The Revenge) è un film del 1987 diretto e prodotto da Joseph Sargent. 
È il quarto e ultimo film del franchise de Lo squalo iniziato con il noto film Lo squalo del 1975 di Steven Spielberg, tuttavia funge anche da semi-reboot, ricollegandosi direttamente a Lo squalo 2 (1978) e ignorando completamente gli eventi de Lo squalo 3 (1983). 
Il film vede il ritorno di Lorraine Gary nel ruolo di Ellen Brody, mentre nel resto del cast troviamo Michael Caine, Lance Guest, Karen Young, e Mario Van Peebles. È uscito negli Stati Uniti d'America il 17 luglio 1987.

## Trama
Lo sceriffo Martin Brody, famoso per aver ucciso due grandi squali bianchi responsabili delle tragedie all'isola di Amity, è morto per un attacco di cuore. La vedova di Martin, Ellen, vive ancora ad Amity, vicino al figlio minore, Sean, che ha seguito le orme del padre lavorando come agente della polizia locale. Quando viene inviato a rimuovere un tronco da una boa pochi giorni prima di Natale, appare un grande squalo bianco (secondo il romanzo, è il figlio dei due uccisi da Martin) che lo attacca staccandogli un braccio. Sean grida aiuto, ma il canto natalizio a terra soffoca le sue grida, e lo squalo affonda la sua barca e lo trascina sott'acqua fino alla morte.
Il figlio maggiore di Martin, Michael, sua moglie Carla e sua figlia di cinque anni Thea, vengono ad Amity per il funerale di Sean. Michael sta lavorando alle Bahamas come biologo marino e al suo arrivo Ellen gli chiede di abbandonare il suo lavoro. Avendo appena ricevuto la sua prima borsa di studio, Michael è riluttante, mentre Thea convince Ellen a tornare alle Bahamas con loro. Qui la donna sembra ritrovare l'amore con il pilota di aeroplani Hoagie. Volendo distogliere la mente dalle sue recenti perdite e trovandosi attratta, inizia a passare del tempo con lui. Michael presenta sua madre al suo collega Jake e sua moglie Louisa, e trascorrono insieme il Natale e il Capodanno.
Durante il giorno, Ellen riesce a distogliere la mente dallo squalo, ma di notte ha un incubo in cui viene attaccata da esso. È anche in grado di "sentire" quando lo squalo sta per attaccare uno dei suoi cari. Mentre Ellen e Hoagie celebrano il Junkanoo, Michael, Jake e il loro equipaggio incontrano lo squalo, che ha seguito la famiglia da Amity. Jake è ansioso di studiarlo perché i grandi squali bianchi non sono mai stati visti alle Bahamas a causa dell'acqua calda, e Michael gli chiede di non menzionare lo squalo alla sua famiglia.
Ellen smette di preoccuparsi delle sue sensazioni grazie ad Hoagie, il quale si scopre innamorato della donna, mentre Jake costruisce un trasmettitore per lo squalo, in grado di seguirlo attraverso il suo battito cardiaco, e aggancia l'apparecchio al fianco sinistro dell'animale. Il giorno successivo Michael, durante le ricerche sott'acqua, viene attaccato dallo squalo fino all'interno di un relitto, ma lui riesce a salvarsi, ferendosi comunque ad un braccio. 
Il giorno dopo, mentre Thea si diverte con altre bambine su un bananone e Carla presenta la sua nuova scultura d'arte, Ellen ha di nuovo quella sensazione e lo squalo attacca il bananone dove sta Thea, uccidendo la madre di Margaret. Dopo che Thea è stata portata a riva con le altre bambine, Ellen sale a bordo della barca di Jake per rintracciare lo squalo, con l'intenzione di ucciderlo per vendicare la sua famiglia. Dopo aver saputo dell'accaduto, Michael confessa di sapere dello squalo, facendo infuriare Carla.
Michael e Jake partono in aereo alla ricerca di Ellen insieme a Hoagie, il quale spiega a Michael della convinzione di Ellen che lo squalo che ha ucciso Sean stia dando la caccia alla sua famiglia. I tre la trovano proprio mentre lo squalo la sta attaccando. Avvenuto l'ammaraggio, Michael e Jake fanno in tempo a raggiungere Ellen, ma lo squalo attacca l'aeroplano di Hoagie, facendolo affondare. Il pilota si salva e sale a bordo della barca, e Jake e Michael preparano frettolosamente un ricevitore che emette impulsi elettrici, in grado di far impazzire lo squalo. Jake usa una gaffa per far ingoiare il ricevitore allo squalo, che si lancia in avanti e lo azzanna, portandolo in acqua con sé. Nella sfida finale, Michael usa gli impulsi elettrici del ricevitore contro lo squalo, facendolo saltare in superficie e ruggendo per il dolore. Ellen dirige la barca verso lo squalo, che si impenna e viene trafitto dal bompresso rotto della barca.
Nella versione originale del film proiettata negli Stati Uniti, lo squalo sanguina pesantemente e muore dopo essere stato impalato. Nel finale rivisto (per le sale internazionali e l'uscita in DVD), l'impalamento fa esplodere lo squalo e il suo cadavere affonda in mare (con filmati riutilizzati dal primo film). Sempre nel finale rivisto, Michael sente Jake chiedere aiuto, gravemente ferito ma ancora vivo (Jake è morto nel finale originale). Poco tempo dopo, Hoagie riporta Ellen a Amity, salutando Michael.

## Produzione
Dopo i tiepidi risultati de Lo squalo 3, nel 1986 la Universal decise di realizzare un capitolo conclusivo sulla popolare saga iniziata nel 1975 col film di Steven Spielberg che vinse 3 Premi Oscar. Joseph Sargent produsse e diresse lui stesso il film, affibbiandogli il sottotitolo di "Revenge" ("La vendetta"). Sargent decise di spostare la location alle Bahamas, per avere una temperatura più consona alla trama del film; inoltre ripropose come tema principale la celebre colonna sonora dei primi due film creata da John Williams.
Il film omette completamente gli eventi de Lo squalo 3: nel terzo episodio della serie Mike Brody era un ingegnere impiegato nel parco acquatico SeaWorld ed era fidanzato con Kathryn Morgan, mentre in questo episodio è un ricercatore e scienziato marino, sposato da alcuni anni con Carla Brody e padre della piccola Thea.
Esistono due versioni del finale del film, più precisamente riguardo alla morte dello squalo. La versione originale mostra Ellen speronare lo squalo, che infilzato dal bompresso, muore brutalmente e affonda nell'oceano insieme a ciò che rimane della nave, mentre gli occupanti saltano giù. A causa della disapprovazione da parte del pubblico, il regista decise di girarne uno nuovo dopo soli 5 giorni, in cui lo squalo, venendo infilzato, subito dopo salta in aria grazie ad un trasmettitore ad alta frequenza elettrica che aveva precedentemente inghiottito, e Jake, che si credeva fosse stato divorato dall'animale, riemerge dall'acqua ancora vivo. L'ultima versione è stata girata tuttavia con pochi mezzi (è facilmente riconoscibile il modellino sembiante lo squalo usato durante l'esplosione).
La prima versione venne utilizzata esclusivamente per la versione in TV, mentre il secondo per l'home video (anche se durante uno dei passaggi televisivi, è stato utilizzato il finale alternativo).
Lorraine Gary accettò di riprendere il ruolo di Ellen Brody che aveva interpretato nei primi due film, tornando così sulle scene dopo otto anni dall'ultima apparizione nel film 1941 - Allarme a Hollywood. Lo squalo 4 - la vendetta è ad oggi l'ultimo film interpretato dalla Gary prima del suo ritiro.
Il premio Oscar Michael Caine venne ingaggiato per il ruolo di Hoagie, e il carisma dell'attore fu uno dei motivi che spinsero la Gary ad accettare il ruolo, una volta saputo che avrebbe fatto parte del cast. Del cast originale sarebbero dovuti tornare anche Murray Hamilton e Roy Scheider: Hamilton morì tuttavia prima dell'inizio delle riprese e le sue parti vennero eliminate. A Scheider fu proposto un cameo all'inizio del film in cui il suo personaggio moriva per mano dello squalo, ma l'attore rifiutò. Al posto di Scheider, Sargent introdusse il ruolo di Sean Brody facendo uccidere lui dallo squalo al posto del padre, quest'ultimo morto invece anni prima.
Verso la fine del film lo squalo emette un vero e proprio ruggito, cosa impossibile nella realtà. L'effetto sonoro è stato preso dal cortometraggio A caccia di latte della serie di Tom & Jerry, ed è stato usato anche in I mostri, La mantide omicida e Duel.
Il 14 giugno 2014 la Universal ha distribuito il DVD e Blu-Ray del film.

## Accoglienza

### Incassi
Il film è uscito il 17 luglio 1987 in 1.606 sale, dove ha debuttato al 3º posto, dietro RoboCop e una riedizione di Biancaneve e i sette nani. Nel suo weekend di apertura, il film ha incassato $ 7.154.890, quasi la metà di quello che Lo squalo 3 incassò nel suo primo weekend. Lo squalo 4 - La vendetta è stato tra i primi 10 solo per due settimane, prima di scendere al numero 12 nella sua terza settimana. Alla fine della sua corsa, aveva incassato un totale internazionale di $ 51.881.013. Anche se questo lo ha reso un successo al botteghino con il suo budget di 23 milioni di dollari, Lo squalo 4 - La vendetta ha incassato di gran lunga il più basso dell'intero franchise de Lo squalo: il film originale aveva incassato 9 volte di più nel 1975 in sole 675 sale.

### Critica
Lo squalo 4 - La vendetta è stato universalmente stroncato dalla critica e dal pubblico, considerato non solo il peggiore film di tutta la saga, ma addirittura uno dei film più brutti che siano mai stati prodotti nella storia del cinema.
Su Rotten Tomatoes, con 44 recensioni, il film ha un indice di gradimento dello 2%, con un voto medio di 2,7/10. Il consenso critico del sito recita: "Illogico, senza tensione e colmo di effetti speciali di basso livello, Lo squalo 4 - La vendetta è un triste capitolo di un franchise un tempo fiero". Su Metacritic, il film ha un punteggio medio ponderato di 15 su 100, basato su 15 recensioni, che indica "antipatia schiacciante". È stato valutato da Entertainment Weekly come uno dei "25 peggiori sequel mai realizzati". È stato votato al numero 22 dai lettori della rivista Empire nella loro lista dei 50 peggiori film di sempre.
Roger Ebert del Chicago Sun-Times ha dato al film 0 stelle, scrivendo nella sua recensione che "non è semplicemente un brutto film, ma anche stupido e incompetente". Elencò diversi elementi che ha trovato incredibili, incluso il fatto che Ellen fosse "ossessionata da flashback di eventi in cui non era presente". Sia Ebert che il suo collega Gene Siskel avevano previsto il film, sottolineando anche una serie di "errori logici tra molti errori logici", inclusa una scena verso la fine in cui la maglietta di Michael Caine è asciutta nonostante si sia appena tirato fuori dall'acqua. Siskel concluse la sua recensione dicendo "speriamo che questa sia la fine della saga di Jaws".
Molte scene sono considerate poco plausibili, come lo squalo che nuota da un'isola del Massachusetts alle Bahamas (circa 1.920 km) in meno di tre giorni, sapendo in qualche modo che la famiglia Brody è andata alle Bahamas, o seguendo Michael attraverso un labirinto sottomarino, così come l'implicazione di una tale creatura in cerca di vendetta. The Independent ha sottolineato che "il film era pieno di incongruenze [ed] errori (gli squali non possono galleggiare o ruggire come leoni)". Gli effetti speciali sono stati criticati, in particolare alcuni fotogrammi dello squalo trafitto dalla prua della barca, e i meccanismi che spingono lo squalo possono essere chiaramente visti in alcune inquadrature.

## Riconoscimenti
- 1988 - Saturn Award
  - Candidatura per la miglior attrice a Lorraine Gary
- 1987 - Razzie Award
  - Peggiori effetti visivi a Henry Millar
  - Candidatura per la peggior attrice a Lorraine Gary
  - Candidatura per il peggior attore protagonista a "Bruce lo squalo"
  - Candidatura per il peggior attore non protagonista a Michael Caine
  - Candidatura per la peggior sceneggiatura a Michael De Guzman
  - Candidatura per il peggior film
  - Candidatura per il peggior regista a Joseph Sargent

## Altri media
Come aveva precedentemente fatto con la sceneggiatura del secondo film, lo scrittore Hank Searls ha tratto un romanzo anche dalla sceneggiatura di questo ultimo capitolo della saga, ricollegandolo al suo precedente libro - basato a sua volta sulla sceneggiatura de Lo squalo 2 - e ignorando completamente gli eventi del terzo film. Basato su una precedente bozza del film, contiene alcune differenze e amplia la storia con alcune sottotrame: ad esempio, viene rivelato che Hoagie è un agente del governo e trasporta denaro riciclato (particolare solo lievemente accennato nel film). Inoltre, nel romanzo di Searls, il personaggio di Jake muore ucciso dallo squalo; originariamente Jake sarebbe dovuto morire nel film, ma la sceneggiatura è stata modificata per permettergli di sopravvivere.
Il romanzo suggerisce inoltre che lo squalo potrebbe agire sotto l'influenza di un vendicativo sciamano voodoo (che ha una faida con la famiglia Brody), e quindi l'apparente vendetta dello squalo avrebbe implicazioni magiche: sarebbe quindi lo stregone a cercare 'vendetta' e ad utilizzare lo squalo come strumento. Questo spiegherebbe anche il misterioso collegamento psichico tra Ellen e lo squalo. Questa sottotrama è stato eliminata in quanto troppo lontana dall'idea dello squalo assassino. Tuttavia, ve ne è un piccolo accenno in un dialogo tra Ellen e Michael poco dopo la morte di Sean.
La novelization di Searls presenta una continuity che combina elementi del romanzo di Peter Benchley con particolari tratti dalla serie di film. Viene suggerito che lo squalo sarebbe nato dall'accoppiamento del maschio apparso nel libro di Benchley e la femmina antagonista del primo romanzo di Searls (nel suddetto libro l'animale partorisce un piccolo prima di morire ucciso da Brody). Inoltre Il romanzo fa riferimento all'adulterio compiuto da Ellen Brody con Matt Hooper, una sottotrama presente nel romanzo di Benchley, ma completamente eliminata dall'adattamento cinematografico.